# Barevné spektrum

Zobrazení barevného spektra: V – fialová B – modrá G – zelená Y – žlutá O – oranžová R – červená.

Barevné spektrum (také viditelné spektrum nebo světelné spektrum) je ta část elektromagnetického spektra, která je viditelná lidským okem. Jednotlivé barvy, které obsahuje, se nazývají spektrální barvy a jsou to fialová, modrá, zelená, žlutá, oranžová a červená.

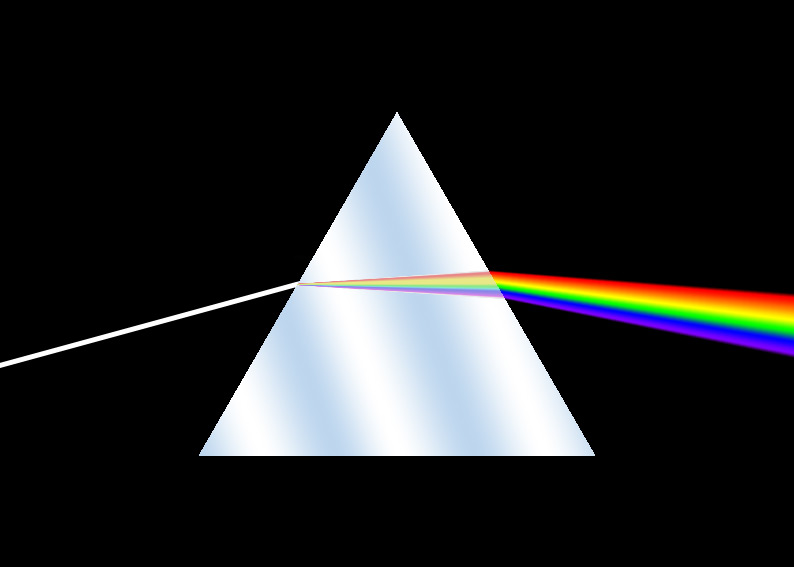
Rozptyl světla na barevné spektrum při průchodu optickým hranolem

Barevnému spektru odpovídají určité intervaly vlnových délek elektromagnetického záření. Jsou to vlnové délky v rozsahu 380 až 750 nm (to odpovídá frekvenci 790 – 400 THz). Právě tyto vlnové délky jsou vnímány lidským okem. Proto se toto spektrum také nazývá viditelné světlo nebo jenom bílé světlo. Intenzita světla je okem vnímána jako jas, spektrální složení jako barva. Oko je nejcitlivější na zelenou barvu, tedy na elektromagnetické záření vlnové délky 555 nm (frekvenci 540 THz).

Rozptyl světla je způsoben různými lomy jednotlivých vlnových délek barev, které bílé světlo obsahuje.

Jako první v roce 1671 použil termín barevné spektrum Isaac Newton, který objevil, že při průchodu bílého světla optickým hranolem se toto světlo rozkládá na barevné paprsky. Ty rozdělil do šesti barev: červená, oranžová, žlutá, zelená, modrá a fialová.
Vedle spektrálních barev existují i barvy nespektrální, které vznikají jako vjem smíšení několika barev. Souvisí to se schopností lidského oka a součinností mozku. Mezi tyto barvy patří šedá, bílá, černá, ale i například růžová, purpurová nebo tyrkysová. Jsou totiž složeny ze směsice různých vlnových délek.

## Historie
- Ve 13. století Roger Bacon popsal, že duha vzniká podobným procesem jako průchod světla sklem nebo křišťálem.

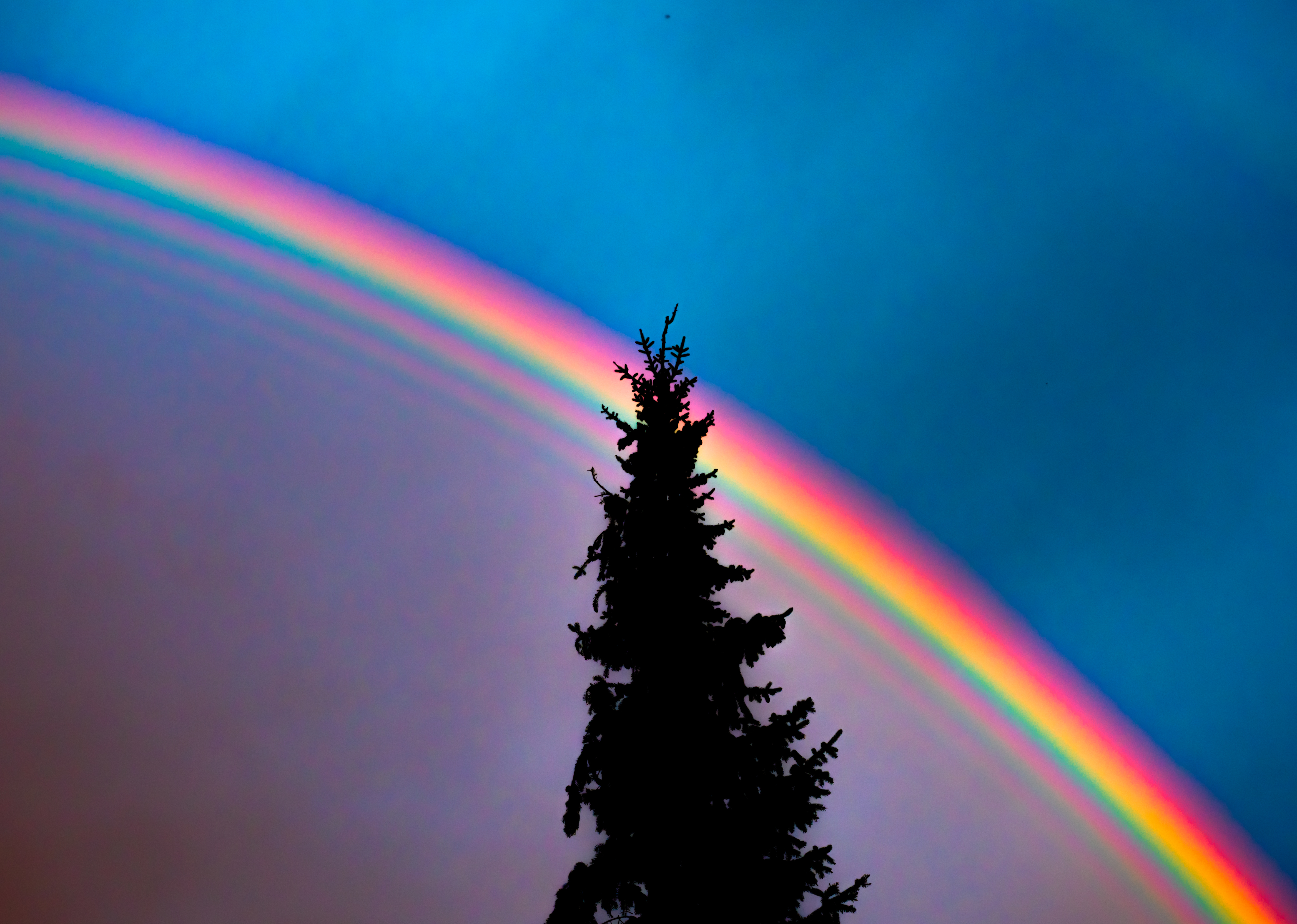
Duha na obloze je způsobena rozkladem bílého světla na vodních kapkách.

- Duha na obloze je způsobena rozkladem bílého světla na vodních kapkách.V 17. století Isaac Newton objevil, že hranoly mohou rozdělit a znovu sestavit bílé světlo, a popsal tento jev ve své knize Opticks. Byl první, kdo v roce 1671 použil slovo spektrum (latinské spectrum je odvozeno od slovesa specio, „hledět, pozorovat“ a Cicero jej použil ve významu „obraz“ jako překlad řeckého idolon). Newton pozoroval, že když úzký paprsek slunečního světla dopadá pod určitým úhlem na skleněný hranol, část se odrazí a část projde hranolem a za ním se objeví jako různobarevné pásy.
- Newton předpokládal, že světlo je tvořeno různými barvami, které se pohybují různou rychlostí. Při průchodu hranolem se tak různé barvy lámou různě a vzniká spektrum barev. Původně rozdělil spektrum do šesti pojmenovaných barev: červená, oranžová, žlutá, zelená, modrá a fialová. Později přidal indigo jako sedmou barvu, protože věřil, že sedm je dokonalé číslo.
- V 18. století napsal Johann Wolfgang von Goethe o optických spektrech ve své Teorii barev. Goethe tvrdil, že spojité spektrum je složený jev.
- Na počátku 19. století byl koncept viditelného spektra rozšířen o další poznání. Světlo mimo viditelný rozsah objevili a charakterizovali William Herschel (infračervené) a Johann Wilhelm Ritter (ultrafialové), Thomas Young, Thomas Johann Seebeck a další.
- V roce 1802 Thomas Young jako první změřil vlnové délky různých barev světla.
- Na počátku 19. století zkoumali Thomas Young a Hermann von Helmholtz souvislost mezi viditelným spektrem a barevným viděním. Jejich teorie barevného vidění správně navrhla, že oko používá k vnímání barev tři odlišné receptory.Schéma elektromagnetického vlnění

Schéma elektromagnetického vlnění

- V současnosti platí teze, že světlo má duální charakter a může být popsáno jako elektromagnetické vlnění nebo jako částice (foton). Když světlo dopadne na hmotu, může být rozptýleno, odraženo, lámáno, zpomaleno nebo absorbováno.
- Fyzikální obor, který se zabývá zkoumáním vlastností viditelného světla se nazývá optika. V paprskové optice je lineární šíření světla znázorněno světelnými paprsky. Ve vlnové optice je zdůrazněna vlnová povaha světla, což pomáhá vysvětlit difrakční a interferenční jevy. V kvantové fyzice je světlo popisováno jako proud kvantových částic – fotonů. Kompletní popis světla poskytuje kvantová elektrodynamika.

## Parametry spektrálních barev
Pro parametry spektrálních barev platí stejné rovnice jako pro elektromagnetické záření. To je popsáno vlnovou délkou {\displaystyle \lambda } (m) (ve vakuu), frekvencí {\displaystyle f} (Hz) a fotonem o energii {\displaystyle E} (J). Vztah mezi nimi vyjadřují následující rovnice:
{\displaystyle \lambda ={\frac {c}{f}}\,\!}
{\displaystyle E=hf\,\!}
kde {\displaystyle c} je rychlost světla (přibližně 2,998×108 m/s) a {\displaystyle h} = 6,6252×10−34 J·s = 4,1 μeV/GHz je Planckova konstanta.
Změna vlnové délky znamená změnu barvy, která se projevuje posunem na barevném spektru a to buď směrem k červené, nebo směrem k fialové. Podle toho se v astrofyzice nazývá prodloužení vlnové délky (i mimo barevné spektrum) rudý posuv a zkrácení vlnové délky modrý posuv.
|  | Barva    | Vlnová délka {\displaystyle \lambda } (nm) | Vlnová frekvence {\displaystyle \nu } (THz) | Energie fotonů (eV) | Vlnové číslo {\displaystyle {\tilde {\nu }}} (cm−1) |
|  | -------- | ------------------------------------------ | ------------------------------------------- | ------------------- | --------------------------------------------------- |
|  | Fialová  | 380–420                                    | 789,5–714,5                                 | 3,26–2,955          | 26.316–23.810                                       |
|  | Modrá    | 420–490                                    | 714,5–612,5                                 | 2,95–2,535          | 23.810–20.408                                       |
|  | Zelená   | 490–575                                    | 612,5–522,5                                 | 2,53–2,165          | 20.408–17.391                                       |
|  | Žlutá    | 575–585                                    | 522,5–513,5                                 | 2,16–2,125          | 17.391–17.094                                       |
|  | Oranžová | 585–650                                    | 513,5–462,5                                 | 2,12–1,915          | 17.094–15.385                                       |
|  | Červená  | 650–750                                    | 462,5–400,5                                 | 1,91–1,655          | 15.385–13.333                                       |

## Optické okno v atmosféře

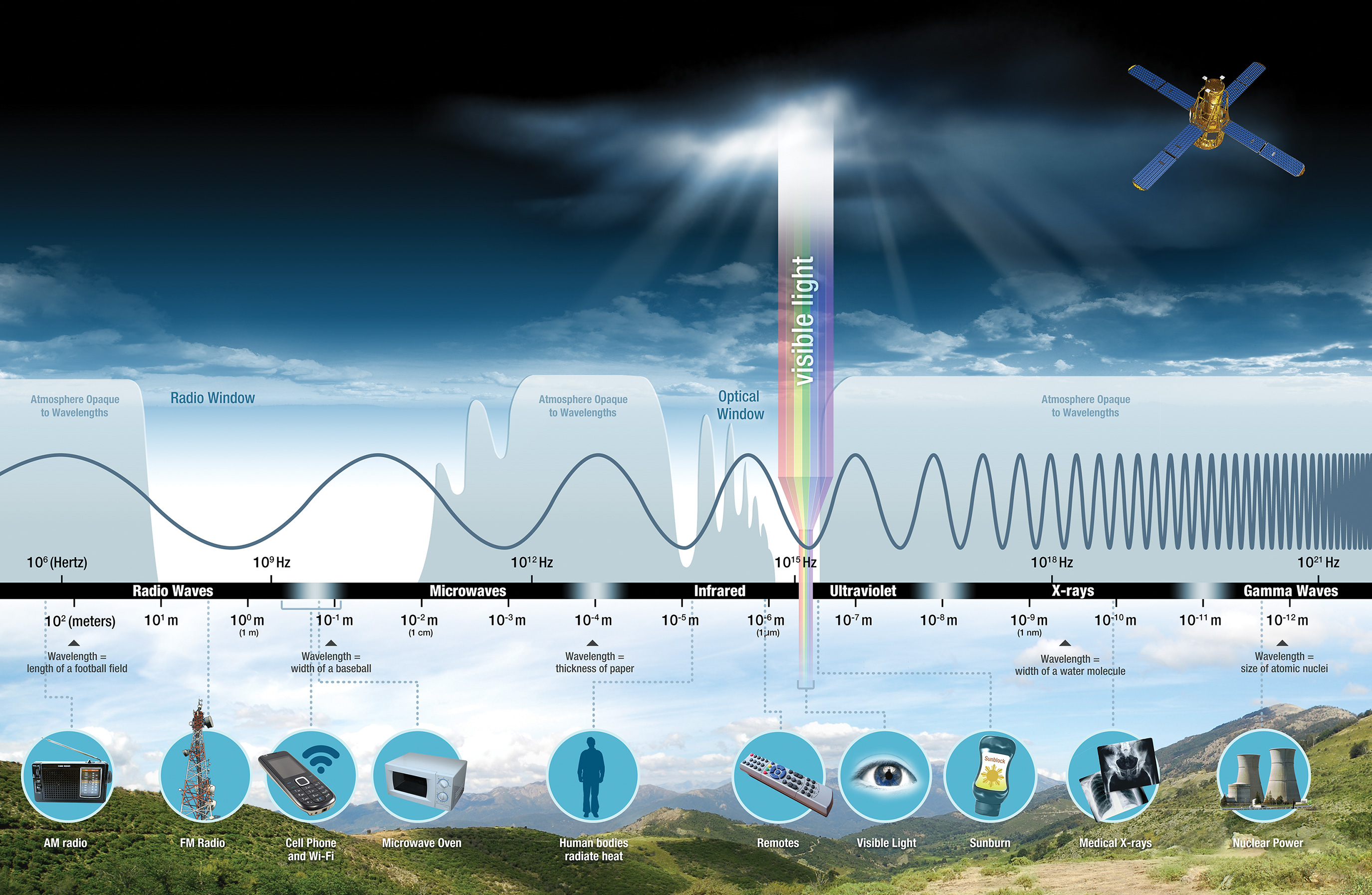
Elektromagnetické záření a jeho průchod atmosférou podle vlnové délky. Uprostřed naznačeno optické okno s procházejícím barevným spektrem. Za hranicí viditelnosti je v levé části spektra infračervené záření, mikrovlny a rádiové vlny a v pravé části ultrafialové, rentgenové a gama záření.

Optické okno je název pro viditelnou část elektromagnetického záření, která není blokována zemskou atmosférou a dopadá na povrch Země. Optické, infračervené a rádiové okno tvoří tři hlavní atmosférická okna. Ta poskytují přímé kanály pro příjem elektromagnetického záření ze Slunce na zemský povrch a pro odchod tepelného záření z povrchu Země do okolního prostoru.
Záření procházející optickým oknem se pohybuje přibližně od 300 nanometrů (ultrafialové B) až do rozsahu, který je lidské oko schopno detekovat (zhruba 380 –750 nm).
Sluneční světlo dopadá na zemský povrch většinou právě optickým oknem (44 % záření emitovaného Sluncem spadá do viditelného spektra a 49 % do infračerveného spektra).

## Oko a viditelné světlo

Řez okem: 1 – skléra; 2 – řasnaté těleso; 3 – duhovka; 4 – zornice a přední komora naplněná komorovou vodou; 5 – optická osa; 6 – přímka pohledu; 7 – rohovka; 8 – krystalická čočka; 9 – cévnatka; 10 – zrakový nerv; 11 – optický disk; 12 – fovea; 13 – sítnice; 14 – sklivec

Rozsah viditelného světla vnímaného většinou živočichů se vyvinul tak, aby odpovídal optickému oknu, tedy rozsahu záření, které prochází atmosférou a dopadá na objekty. Objekt část barev pohltí a část odrazí od svého povrchu. Objekt je pak vnímán v takové barvě, jakou vlnovou délku jeho povrch odráží.
U živočichů je smyslový orgán reagující na světlo (fotoreceptor) oko (latinsky oculus), které zajišťuje zrak. V průběhu vývoje živočichů došlo k výraznému rozvoji od světločivných orgánů reagujících pouze na existenci světla, až po oko jednoduché (obratlovci včetně člověka) a oko složené (členovci).
Oko je složeno z oční koule a přídatných orgánů. Vlastní světločivná vrstva oka (sítnice) obsahuje fotoreceptory, kterými jsou vysoce specializované světločivé buňky – tyčinky a čípky. Člověk má v každém oku přes 100 miliónů světločivých buněk. K dokonalosti zrakového vnímání jsou nezbytné ty části oka, které tvoří jeho optický systém (rohovka, komorová voda, čočka, sklivec). Ten soustřeďuje paprsky tak, aby jejich ohnisko bylo na sítnici.